# Dicranopalpus brevipes
Dicranopalpus brevipes is een hooiwagen uit de familie echte hooiwagens (Phalangiidae).